# 即時回放

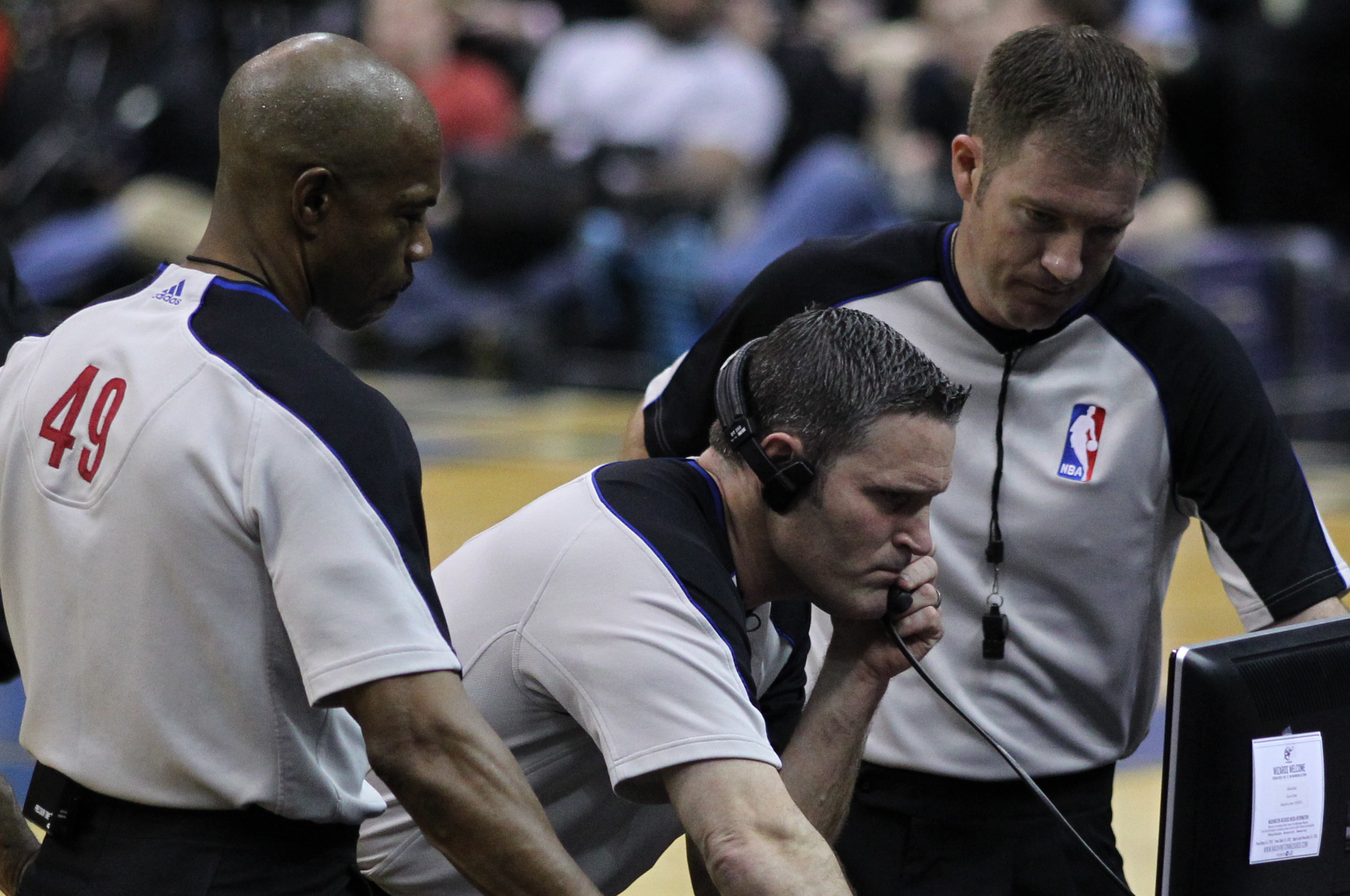
NBA的裁判員在檢視回放畫面

即時回放（英語： 或 ）是指電視或網路直播時，重播數秒或數分鐘前的直播片段。有些隨選視訊、網路電視、IPTV也允許觀眾使用即時回放觀看先前播出的片段。
2000年代之後，攝錄影設備畫質提升，因此即時回放開始用於運動比賽，裁判在得分或者犯規發生後馬上（或者在極短時間之後）通過觀看事發當時的錄像回放，決定得分是否有效或者犯規是否成立。降低爭議維持比賽公平性。

## 應用

### 美式足球

#### 美國國家美式足球聯盟(NFL)
對陣雙方每半場各有三次暫停，這三次暫停可以用於要求覆核即時回放（稱為「挑戰裁判」），以確定裁判判決是否成立。如果即時回放確定裁判判決無誤，則挑戰裁判的球隊會被扣除一次暫停；如果確定裁判判決有誤，則毋需扣除暫停。任何裁判可以在任何時候要求覆核即時回放，不影響任何一方。
只有以下狀況才可以覆核：
- 得分
- 傳球是否完成/是否截球
- 帶球員是否出界
- 活球是否出界
- 合法向前傳球是否被不合法接球員或者防守方球員碰到
- 四分衛傳球或脫手（fumble）
- 不合法向前傳球
- 向前或向後傳球
- 跑球員是否已經被撂倒
- 進攻方能否獲得一檔
- 踢球時防守方隊員有否接觸足球
- 足球位置
- 任意一隊場上人數是否太多

#### 全美大學體育協會（NCAA）
全美大學體育協會沿用國家美式足球聯賽關於即時回放的規則，同時允許各賽區自行決定即時回放設備的標準。
目前，甲一組（Division I FBS）全部比賽都應用即時回放，甲二組（Division I FCS）季後賽、乙組（Division II）和丙組（Division III）的全國總決賽也使用即時回放。

### 加拿大式足球

#### 加拿大加式足球聯賽（CFL）
加拿大加式足球聯賽大致沿用美國國家美式足球聯賽關於即時回放的規則，但是也有例外：
- 每支球隊每場比賽只能挑戰裁判兩次，但是如果一支球隊在同一場比賽裡面連續兩次挑戰裁判成功，則自動獲得第三次機會；
- 由於每支球隊每半場比賽只能請求一次暫停，因此第一次挑戰失敗不會導致球隊被扣除暫停；
- 球隊不能在法定時間最後三分鐘或者加時階段挑戰裁判，但是任何裁判可以在任何時候要求覆核即時回放，不影響任何一方。
- 異於美國國家美式足球聯賽，加拿大加式足球聯賽球隊容許挑戰裁判的處分的決定（例如接球時一方有沒有構成Pass Interference等，美國國家美式足球聯賽則是不容許的）

#### 加拿大大學校際體育總會（CIS）
加拿大大學校際體育總會不強制屬下院校使用即時回放。

### 籃球

#### 美國職業籃球聯賽（NBA）
美國國家籃球聯賽規定：裁判必須使用即時回放以確定比賽最後一刻出手的射球，在法定時間結束之前是否已經離開球員的手。
即時回放可以覆核的其他情況包括：
- 球員是否有參與場上打鬥
- 球員射球時雙腳在三分線以外或以內

在2019-20賽季，NBA新增了「挑戰」規則，也就是即時回放，球隊教練可以在以下三種情況要求挑戰：
1. 己方隊員被吹犯規。
2. 己方隊員被吹出界。
3. 己方隊員被吹籃上干擾或妨礙中籃。[1]

#### 全美大學體育協會（NCAA）
全美大學體育協會特別規定：覆核即時回放時，祇有比賽計時器上的0可以作為法定時間結束的依據。

#### 意大利籃球甲級聯賽
意大利籃球甲級聯賽大致沿用全美大學體育協會的即時回放規則，但同時引入關於挑戰裁判的規則，允許教練每場比賽挑戰裁判兩次。
此外，裁判也可以通過即時回放判定控球權。

#### 歐洲籃球聯賽協會（歐洲籃協）
歐洲籃協在所有歐洲籃球聯賽賽事中使用即時回放，同時規定籃框亮燈可以作為法定時間結束的依據。

### 足球
國際足協過去禁止裁判在任何情況下使用即時回放。第八任國際足協主席塞普·布拉特聲稱「誤判也是足球比賽的一部分」，引起球迷不滿。
關於足球比賽引進即時回放的爭論，在2010年世界杯足球賽期間再度白熱化：
- 6月18日，C组第二轮，美國隊與斯洛文尼亞隊的一场小组赛中，比赛开始10秒左右，美国队8号与斯洛文尼亚队9号在争抢一个高空球纠缠到了一起，美国人争到了这一点，落地后柳布尔扬基奇掩面倒地，不停地翻滚，显得非常痛苦。录像显示，在空中争抢头球时，用左胳膊肘肘击了对方，这个动作是可以被红牌罚下场，然而主裁判科曼·库利巴利只是口头警告了[2][3]。
- 6月18日進行的小組賽C組美國隊與斯洛文尼亞隊的比賽中，美國隊上半場落後兩球，下半場接連進攻追回兩球。比賽進行到85分鐘，替補出場的踢進一分，卻被來自的裁判科曼·库利巴利吹罰無效[4]，當美國隊的中場質問裁判為何無效時，裁判的回答卻是「不告訴你」[5]。比賽結束後，科曼·庫利巴利的判決引起了各國傳媒的質疑[6]。
- D組最後一輪分組賽—塞爾維亞對澳洲的賽事中，塞爾維亞必須要賽和方能晉身十六強。然而，戰至80分鐘，塞爾維亞依落後1–2。就在89分鐘，塞爾維亞前鋒维迪奇的射門打中了於禁區中澳洲球員卡希爾的手部，理應判罰点球，然而球證並沒有任何表示。最終，球賽以2-1結束，塞爾維亞因而被淘汰。賽後，塞軍的領隊拉多米尔·安蒂奇表示塞爾維亞遭遇了最黑暗的一天[7]。
- 而在此前的兩場比賽中，澳洲隊同樣遭受了不公正的待遇，其中第一場與德國隊作賽中，核心球員在鏟球后被球證直接紅牌罰下，而慢動作顯示他鏟球時有一個明顯的收腿動作，而且只是用膝蓋部位撞擊了德國隊球員[8][9]；第二場比賽中，在領先加納隊一球的大好形勢下，另外一名核心球員因為禁區內手球而被判罰點球，凯维尔被直接紅牌罰下，賽後多個傳媒表明點球是無可爭議，但根據慢動作顯示，球直接打在他的上臂與肩膀部位中間，動作表明沒有故意手球行為，直接紅牌罰出明顯過於嚴厲[10][11]。
- G组第二轮巴西队对科特迪瓦队的比赛中，法比亚诺在50分钟两次挑球两次手球攻入一球，但逃过法国主裁判兰诺伊的眼睛。比赛进行到第87分钟，科特迪瓦队凯塔往回走的过程中身体被卡卡用肘部顶了一下，凯塔随即捂着脸倒地显得很痛苦，卡卡被判黃牌，因單場累計兩張黃牌而紅牌出場。凯塔有明显的表演成分，卡卡在走到球员通道时泪流满面[12]。
- 本屆賽事最矚目的八分之一决赛之一：德國對英格蘭的賽事中，英軍於比賽早段因後防兩次失誤落後1–2。然而戰至38分鐘，英格蘭中場蘭帕德一記遠射中楣，皮球明顯越過白线至少50公分。然而當時球證及旁證均認為皮球並未越過白界，英格兰錯失追平比分的機會，下半時開始后，因為比分落後導致全線壓上進攻，被德國再入兩球，最後以1–4大败完場。事件震驚全球，包括路透社[13]，法新社以及美聯社[14]紛紛在頭條撰文抨擊當事球證以及國際足聯對誤判的妥協政策，其中法新社更加用世界杯歷史最嚴重誤判來形容事件，并聲稱皮球已越過門線92 公分(接近一米)[15]。正在加拿大召開G20峰會的德國總理安格拉·默克爾與英國首相大衛·卡梅倫共同通過電視收看當天比賽直播，賽後默克爾親自向卡梅倫致歉[16]，國際足協主席塞普·布拉特賽後表示裁判誤判是“人之常情”，對於各方建議的現代科技輔助判罰系統，他亦表示國際足協不會採用任何非人為操控的判罰作賽系統[17]。6月29日，布拉特表示国际足联将会重启引用录像技术“辅助”裁判执法的讨论，还说“国际足联不考虑高科技的球门线技术”的说法完全是“胡说”。并且特地向英格兰队和墨西哥队道歉[18]。
- 同样是德國對英格蘭八分之一决赛，德国球员打入了德國的第一个进球。不过，有人認為是越位， 但根據國際足協的Rules of the Game有關越位的定義，由於紐亞當時是開出死球，攻方球員不受越位條例所限，所以高路斯所處的位置是沒有越位的，所以还是认定进球有效。
- 阿根廷与墨西哥八分之一决赛，比赛第25分钟，特维斯打入了阿根廷的第一个进球。不过，特维斯的这个进球明显是一个越位，他在越位的位置上接梅西挑传头球破门。尽管墨西哥球员围住裁判理论，但意大利主裁罗塞蒂还是认定进球有效。
- 西班牙与葡萄牙八分之一决赛，這個入球發生在全場比賽第63分鐘，洛蘭迪、禁區前連續配合，沙維腳後跟妙傳韋拿，在小禁區邊緣的射門被艾杜亞度撲出，比亞隨即補射入網。西班牙這個入球存在兩大疑問──哈維接應恩尼斯達的傳球前，曾處在越位位置，存在越位回接的嫌疑。隨後哈維腳後跟傳球，比亞是否處在越位位置，也是一個疑問。當時葡萄牙後衛高漢特勞拖在防線最後，慢鏡頭並未交代他和比亞誰更靠近艾杜亞度。
巴西環球電視台賽後將3D影像還原技術應用到了這個入球過程中，在哈維傳球一剎那，比亞身位超過高漢特勞22釐米。這也就意味著比亞的進球為越位球。
- 烏拉圭与荷蘭準决赛，下半場70分鐘，荷蘭在邊路頻頻給予烏拉圭威脅，禁區邊緣嘗試射門，球穿過防守球員後，干擾烏拉圭守門員梅斯利拿的判斷，荷蘭也有球員明顯處在越位位置，不過助理裁判並未舉旗，史奈德這球擦入側網，讓荷蘭終場以一分險勝烏拉圭，由於此賽事是準決賽，國際足總還要進行討論並要求助理裁判說明。
- 西班牙与荷兰的决赛，上半场中居阶段，荷兰中场尼热尔·德容在明显不可能碰触皮球的情况下仍然高高踢起，直接踹到西班牙中场哈维·阿隆索的胸口，德容的这一恶劣犯规赛后被普遍认为[來源請求]应当直接出示红牌罚下，但主裁判却手下留情，仅仅黄牌警告了德容。此外，荷兰队还有数次的恶劣犯规，均被主裁判从轻裁决。赛后荷兰足球名宿克鲁伊夫甚至认为，荷兰队上半场就应当被罚下两人。
- 西班牙与荷兰的决赛，加時下半場階段，荷兰隊前場開出的自由球打在了西班牙球員的人牆上並打出底線，理應判荷兰隊的角球，但主裁判却判了西班牙隊的球門球。結果，西班牙隊在下一次攻勢中取得進球，並以1-0勝出奪冠。隨後荷蘭球員馬菲臣向主裁判投訴時遭到了黃牌警告。

而在塞普·布拉特因收賄案辭職之後，新接任的第九任國際足總主席詹尼·因凡蒂諾才在2017年時確認在2018年國際足總世界盃開始使用即時回放技術（參見條目：VAR），世界盃有關即時回放的爭議也就此告一段落。
然而，足球中的挑戰判決英文術語簡寫則為VAR而非IRS。

### 棒球

#### 美國職棒大聯盟

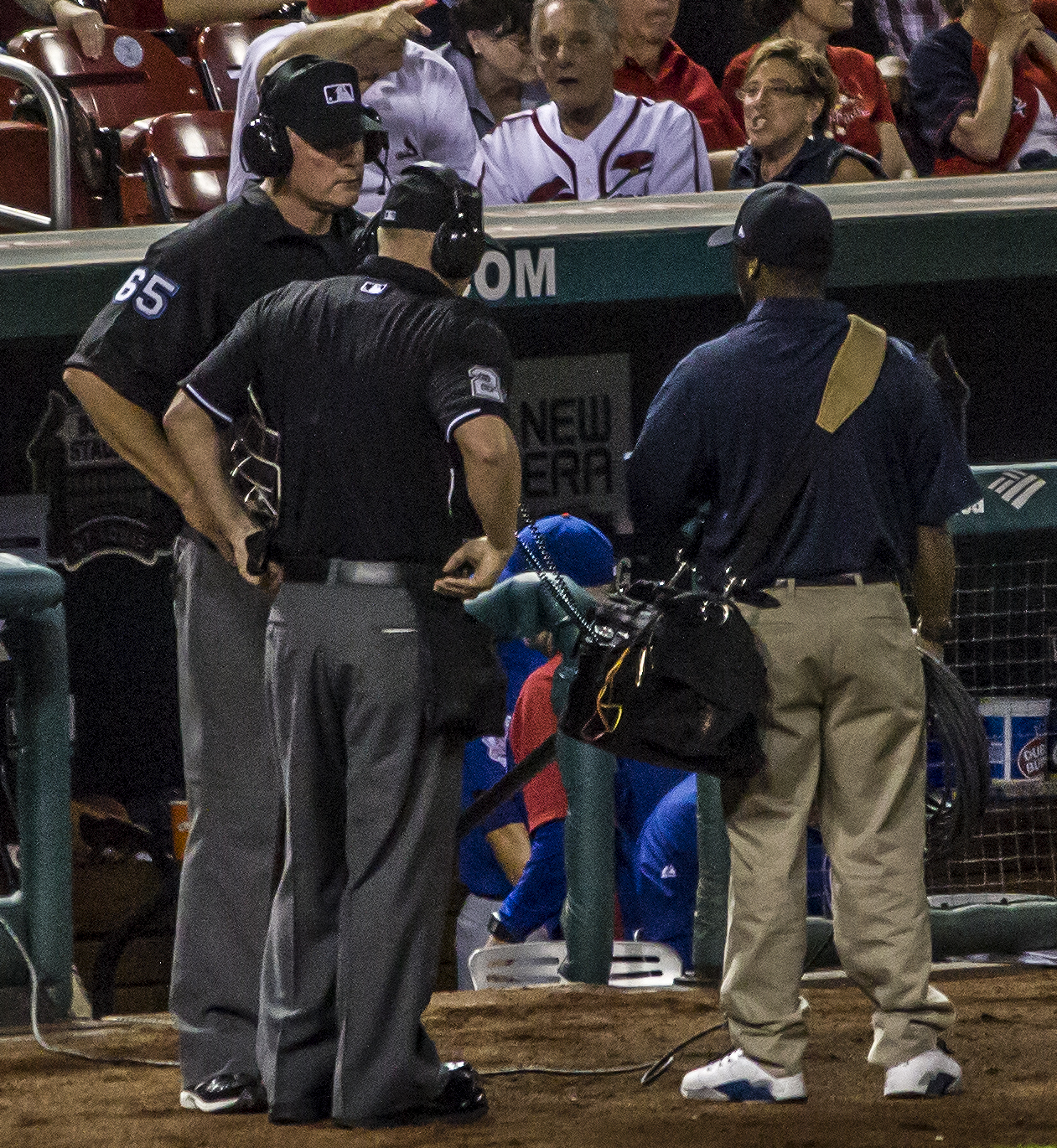
美國職棒大聯盟的裁判戴著耳麥等候影像輔助判決

美國職業棒球大聯盟允許挑戰，但是裁判組的判罰仍然起決定作用。2014年球季開始，大聯盟在紐約市啟用重播中心，此中心與大聯盟的30座球場連線，比賽時挑戰提出後，由重播中心內的裁判審視球場上轉播單位的攝影機及大聯盟官方裝設的攝影機畫面做出判決。

#### 中華職業棒球大聯盟
中華職業棒球大聯盟自2019年賽季起，無論挑戰成功或失敗，每個球隊於每場比賽皆有兩次挑戰機會（第10局起延長賽則增加1次），稱之為「電視輔助判決」。但不是由被挑戰的線審進行即時回放，而是透過類似影像輔助裁判的模式，由聯盟現場主管、審判委員、預備裁判員組成的「即時重播檢閱小組」在技術室觀看回放畫面，再經影像組發出語音訊息給在外等候訊息的主審後，由主審做出最後裁決。
2024年8月起為降低判決爭議，修改制度為場上最資深裁判或第二資深裁判進入技術室與檢閱小組一同觀看回放，再一起討論做出最後裁決，若挑戰成功則該次機會可保留而不會被扣除。

## 另見
- 鷹眼系統